# پوستارادوانی
پوستارادوانی (به مجاری:  Pusztaradvány) یک منطقهٔ مسکونی در مجارستان است که در بورشود-آبااوی-زمپلن واقع شده‌است.